# Народна партія за свободу і демократію
Народна партія за свободу і демократію (нід. Volkspartij voor Vrijheid en Democratie, VVD) — нідерландська консервативно-ліберальна політична партія. Партія була заснована у 1948 році. Партія має 35 місць із 150 в другій і 14 із 75 в першій палаті Генеральних штатів та 3 місця із 25 виділених для Нідерландів у Європарламенті (входить до фракції Альянс лібералів і демократів за Європу). Народна партія за свободу і демократію входить до Альянсу лібералів і демократів за Європу та Ліберального інтернаціоналу.
Партія має молодіжне крило — Молодіжна організація Свободи і демократії.
Лідер партії Ділан Єшільгоз-Зегеріус є чинним міністром юстиції Нідерландів.

## Історія
Партія була заснована 24 січня 1948 року.
З 1948 по 1952 рік Народна партія за свободу і демократію брала участь у широкій урядовій коаліції під керівництвом Партії праці у кабінеті прем'єр-міністра Віллема Дреса.
У 1952—1958, 1965—1967, 1973—1977, 1981—1982 і 1989—1994 роках партія перебувала у опозиції. З 1994 по 2002 рік партія бере участь в урядовій коаліції разом із Партією праці і партією Демократи 66. Після парламентських виборів 2002 до 2007 року партія входить до урядової коаліції, що очолює лідер партії Християнсько-демократичний заклик Ян-Петер Балкененде.
2 вересня 2004 року із партії вийшов депутат Герт Вілдерс, який очолив потім праву Партію Свободи.
Після парламентських виборів 2010 року Народна партія найбільшу кількість місць (31 місце) і очолила правоцентристську коаліцію разом із партією Християнсько-демократичний заклик, яку підтримує у парламенті Партія Свободи Герта Вілдерса. Лідер партії Марк Рютте 14 жовтня 2010 року став першим прем'єр-міністром від Народної партії за свободу і демократію.

## Участь у виборах

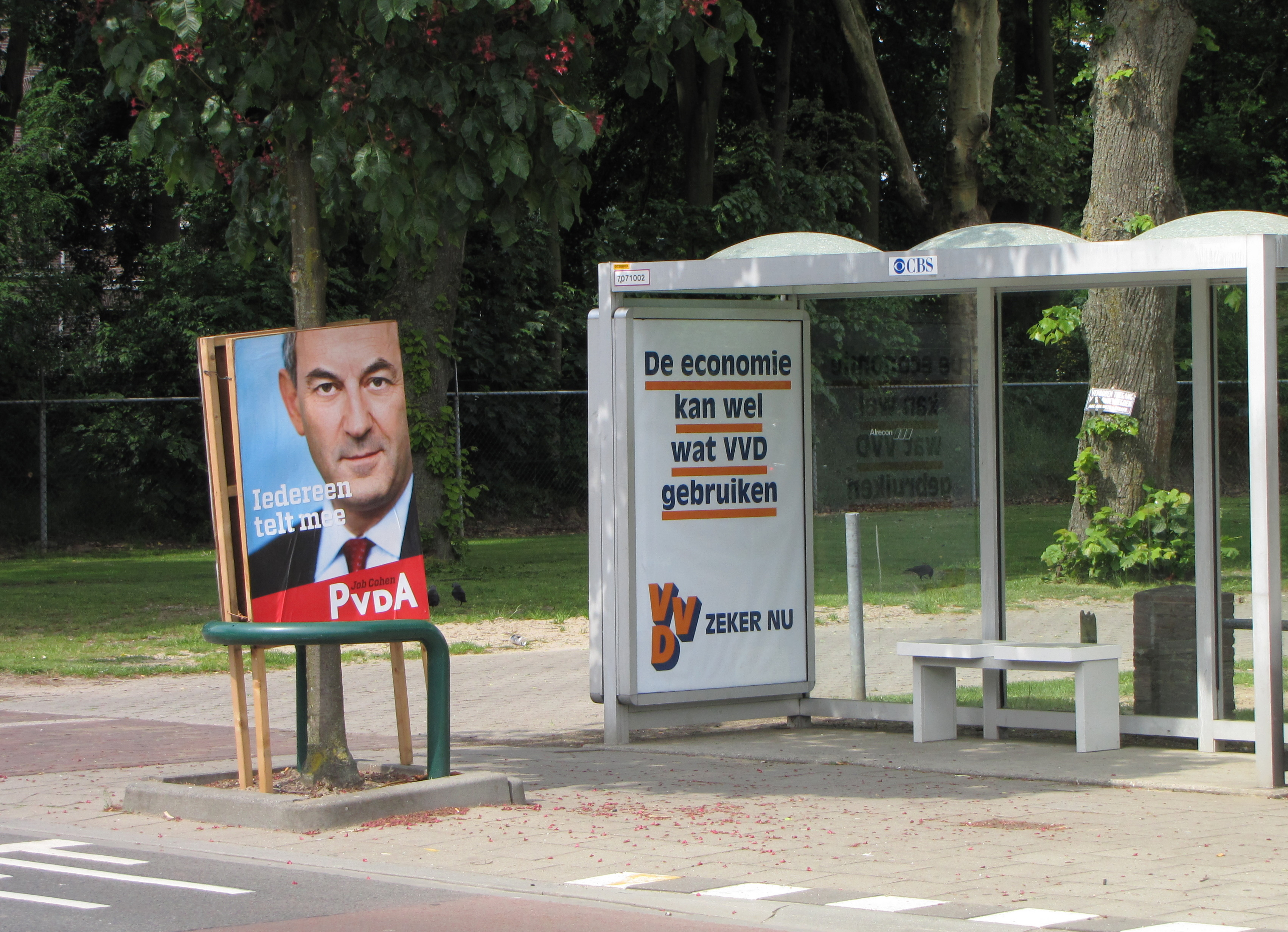
Передвиборна кампанія у червні 2006 року. Плакати Народної партії та Партії праці

Участь у виборах до другої палати парламенту Нідерландів:
- 1948 рік: 7,9 % — 8 місць
- 1952 рік: 8,8 % — 9 місць +1
- 1956 рік: 8,8 % — 9 місць (Після збільшення кількості місць у парламенті до 150: 13) =
- 1959 рік: 12,2 % — 19 місць +10
- 1963 рік: 10,3 % — 16 місць -3
- 1967 рік: 10,7 % — 17 місць +1
- 1971 рік: 10,3 % — 16 місць -1
- 1972 рік: 14,4 % — 22 місця +6
- 1977 рік: 17,9 % — 28 місць +6
- 1981 рік: 17,3 % — 26 місць -2
- 1982 рік: 23,1 % — 36 місць +10
- 1986 рік: 17,4 % — 27 місць -9
- 1989 рік: 14,6 % — 22 місця -5
- 1994 рік: 20,0 % — 31 місце +9
- 1998 рік: 24,7 % — 38 місць +7
- 2002 рік: 15,4 % — 24 місця -14
- 2003 рік: 17,9 % — 28 місць +4
- 2006 рік: 14,7 % — 22 місця -6
- 2010 рік: 20,5 % — 31 місце +9
- 2014 рік: 26,6 % — 41 місце +10